# لوسیانو باسکس
لوسیانو باسکس (انگلیسی: Luciano Vázquez؛ زادهٔ ۶ مارس ۱۹۸۵) بازیکن فوتبال اهل آرژانتین است.
از باشگاه‌هایی که در آن بازی کرده‌است می‌توان به باشگاه ورزشی الشحانیه اشاره کرد.